# 于家庄镇
于家庄镇，是中华人民共和国河北省保定市满城区下辖的一个乡镇级行政单位。

## 行政区划
于家庄镇下辖以下地区：
于家庄村、郭村、郎村、汤村、五里铺村、李铁庄村和庞村。

## 交通
- 京广铁路：于家庄站